# Холдскло, Чамик
Чамик Шонта Холдскло (англ. Chamique Shaunta Holdsclaw; родилась 9 августа 1977 года, Куинс, Нью-Йорк, США) — американская профессиональная баскетболистка, выступавшая в женской национальной баскетбольной ассоциации. Три года кряду становилась чемпионкой Национальной ассоциации студенческого спорта (NCAA) в составе «Теннесси Леди Волантирс» (1996—1998), в 2-х из них признавалась самым выдающимся игроком этого баскетбольного турнира (1997, 1998). Победительница летних Олимпийских игр 2000 года в Сиднее и чемпионата мира 1998 года в Германии в составе национальной сборной США.

## Ранние годы
Чамик Холдскло родилась 9 августа 1977 года в Куинсе, самом большом по территории боро Нью-Йорка, где училась в региональной школе Христ-зе-Кинг (район Миддл-Вилладж), в ней играла за местную баскетбольную команду, которую четыре года подряд (1992—1995) приводила к чемпионскому званию штата Нью-Йорк. В 1995 году принимала участие в игре McDonald's All-American, где выступают лучшие выпускницы школ США и Канады, в которой набрала 8 очков, а также стала лауреатом премии имени Джеймса Нейсмита лучшему игроку года среди старшеклассниц.

## Студенческая карьера
В 1995 году Холдскло поступила в Университет Теннесси, где она в течение четырёх лет выступала за баскетбольную команду «Теннесси Леди Волантирс», в которой провела успешную карьеру под руководством известного наставника, члена Зала славы баскетбола, Пэт Саммитт, набрав в итоге в 148 играх 3025 очков (20,4 в среднем за игру) и 1295 подборов (8,8). При Холдскло «Волантирс» дважды выигрывали регулярный сезон (1998, 1999) и трижды — турнир Юго-Восточной конференции (1996, 1998, 1999), а также четырежды выходили в плей-офф студенческого чемпионата США (1996—1999).
При Холдскло «Теннесси» три сезона подряд играл в финале четырёх турнира NCAA (англ. Final Four) (1996—1998) и всегда становился чемпионом, а Чамик, будучи капитаном команды, дважды становилась его лучшим бомбардиром и признавалась самым выдающимся игроком этого баскетбольного турнира (1997, 1998), и один раз уступил на стадии 1/4 финала (1999). 29 марта 1996 года «Волантирс» сначала в полуфинале в упорной борьбе в овертайме обыграли  прошлогоднего победителя, команду Никешы Сейлс и Дженнифер Риззотти «Коннектикут Хаскис» со счётом 88-83, в котором Холдскло стала третьим по результативности игроком своей команды, забив 13 очков, а затем в решающей встрече, 31 марта, разгромили команду Содии Раундтри «Джорджия Леди Бульдогс» со счётом 83-65, в котором она стала лучшим по результативности игроком своей команды, забив 16 очков и совершив 14 подборов. В следующем году, 28 марта, «Теннесси» на этой же стадии турнира сначала легко обыграл команду Катрины Гайтер и Бет Морган «Нотр-Дам Файтинг Айриш» со счётом 80-66, а Холдскло стала лучшим по результативности игроком своей команды, набрав 31 очко, а затем в финальной встрече, 30 марта, переиграл команду Клариссы Мачангуаны, Найри Робертс и Тишы Пенишейру «Олд Доминион Леди Монархс» со счётом 68-59, где она вновь стала лучшим по результативности игроком своей команды, набрав 24 очка и совершив 7 подборов. 27 марта 1998 года «Теннесси Волантирс» сперва в полуфинале легко обыграли команду Кристи Смит «Арканзас Леди Рейзорбэкс» со счётом 86-58, Холдскло же стала лучшим по результативности игроком своей команды, набрав 23 очка и совершив 10 подборов, а затем в финальном матче, 29 марта, без проблем переиграли команду Тамики Джексон, Алисы Беррас и Моники Максвелл «Луизиана Тек Леди Текстерс» со счётом 93-75, где Холдскло стала вторым по результативности игроком своей команды, набрав 25 очков и совершив 10 подборов. Кроме того, в сезоне 1997/1998 годов «Волантирс» не проиграли в турнире ни одного матча, а также установили рекорд NCAA по количеству побед в отдельно взятом чемпионате (39-0).
За свою студенческую карьеру Чамик Холдскло все четыре сезона включалась во всеамериканскую сборную NCAA по версии Kodak, что в истории лиги удавалось ещё пяти игрокам (помимо неё, это Энн Майерс, Линетт Вудард, Шерил Миллер, Тамика Кэтчингс и Латойя Томас). А набрав за карьеру 3025 очков и собрав 1295 отскоков, она стала самым результативным и лучшим подбирающим игроком в истории мужской и женской баскетбольных команд «Волантирс», за всю историю женских команд Юго-Восточной конференции и в истории женского баскетбольного турнира первого дивизиона NCAA (470 очков и 197 подборов). После завершения сезона 1998/1999 годов Холдскло стала всего пятым игроком женской NCAA, забившим более 3000 очков (кроме неё это Лорри Бауман, Шерил Миллер, Патрисия Хоскинс и Синди Блоджетт), в настоящее время их уже одиннадцать. Вдобавок Холдскло стала всего пятой баскетболисткой ассоциации, которая за свою карьеру собрала коллекцию из не менее 2000 очков, 1000 подборов, 300 передач и 300 перехватов (помимо неё это Шерил Миллер, Тамика Кэтчингс, София Янг и Арминти Прайс). В 1997 году Чамик была признана спортсменкой года по версии федерации баскетбола США, в 1998 году завоевала награду имени Джеймса Салливана, а в 1999 году получила награду ESPY лучшей спортсменке года. В последних двух сезонах Холдскло стала лауреатом премии Джеймса Нейсмита, а также была признана баскетболисткой года по версии USBWA, спортсменкой и баскетболисткой года конференции SEC. За свою студенческую карьеру Холдскло не пропустила ни одного матча, а «Теннесси Волантирс» с Холдскло в составе одержали 131 победу при 17 поражениях. В 2000 году она была признана лучшим игроком 1990-х годов, а также включена в сборную лучших игроков десятилетия «Теннесси». В 2006 году была включена в серебряную юбилейную команду, в которую вошли 25 величайших игроков NCAA за первые 25 лет её существования. Помимо этого Чамик Холдскло также вошла в число пяти величайших игроков Юго-Восточной конференции (SEC) за последние 25 лет. 12 февраля 2007 года майка с номером 23, под которой Холдскло выступала за «Теннесси», была изъята из обращения и вывешена под сводами «Томпсон-Боулинг-арены», баскетбольной арены, на которой «Волантирс» проводят свои домашние матчи.

## Профессиональная карьера
В 1999 году Чамик Холдскло выставила свою кандидатуру на драфт ВНБА, на котором была выбрана под первым номером командой «Вашингтон Мистикс», а сразу после драфта она получила честь стать первой и пока что единственной спортсменкой, фотография которой была опубликована на обложке журнала «Slam», а также запечатлена в форме команды «Нью-Йорк Никс», как бы подразумевая, что её игра была настолько хороша, что она могла иметь возможность заиграть и в НБА. Уже в своём дебютном сезоне Чамик стала вторым по результативности игроком своей команды после Никки Маккрей, набирая в среднем за игру по 16,9 очка, 7,9 подбора и 2,4 передачи, за что по его итогам была признана новичком года, а также была включена во вторую сборную всех звёзд ВНБА. Кроме того, в том же году Чамик получила приглашение на первый матч всех звёзд в истории женской НБА в качестве игрока стартовой пятёрки сборной Востока, в котором набрала 5 очков и сделала 5 подборов, а её команда без борьбы уступила сборной Запада со счётом 61-79.
В составе «Вашингтона» Холдскло провела свои лучшие годы в женской НБА, была главной звездой «Мистикс» и из года в год улучшала свои статистические данные. В 2000 году она набирала в среднем за игру по 17,5 очка, 7,5 подбора и 2,5 передачи, в 2002 — по 19,9 очка, 11,6 подбора и 2,3 передачи, а в 2003 — по 20,5 очка, 10,9 подбора и 3,3 передачи. Сезон 2002 года стал для Чамик самым успешным в составе «Мистикс», однако был омрачён травмой лодыжки, в результате чего она пропустила двенадцать игр регулярного чемпионата, кроме того, не смогла принять участие в матче всех звёзд. «Вашингтон» является единственной из действующих команд ВНБА, которая никогда не играла в решающей серии сезона, а в 2002 году впервые сыграла в финале Восточной конференции. В первом раунде «Вашингтон» легко переиграл команду «Шарлотт Стинг» со счётом 2-0, а в финале конференции в упорной борьбе уступил клубу «Нью-Йорк Либерти» со счётом 1-2, а сама же Чамик стала лучшим игроком своей команды, набрав в пяти играх плей-офф 94 очка (18,8 в среднем за игру), 43 подбора (8,6) и 16 передач (3,2).
Последствия травмы лодыжки преследовали Холдскло на протяжении всей карьеры, после неё Чамик не провела ни одного целого сезона, так, к примеру, в 2003 году она пропустила семь игр, а в 2004 году — аж одиннадцать. По этой причине менеджмент «Мистикс» решил отказаться от её услуг и 21 марта 2005 года обменял её в команду «Лос-Анджелес Спаркс» на Делишу Милтон-Джонс и выбор в первом раунде предстоящего драфта (13-й номер). Будучи игроком «Спаркс», она провела свою лучшую игру на матче всех звёзд, впервые став его триумфатором, в котором набрала 14 очков и совершила 6 подборов, выходя на паркет со скамейки запасных сборной Запада. В мае 2006 года Холдскло без объяснения причин приняла неожиданное решение уйти в двухнедельный отпуск, однако позднее уточнила, что это произошло из-за серьёзной болезни её отца и отчима. В сезоне 2006 года Чамик повторила своё лучшее достижение, во второй раз в своей карьере дойдя до финала конференции. В первом раунде «Лос-Анджелес» в упорной борьбе обыграл команду «Сиэтл Шторм» со счётом 2-1, а уже в финале конференции легко уступил клубу «Сакраменто Монархс» со счётом 0-2. 11 июня 2007 года, всего через три недели после начала нового сезона, Холдскло неожиданно заявила, что завершает свою карьеру без объяснения причин своего внезапного решения. В июне 2006 года была включена в список из тридцати номинанток, из числа которых женская НБА посредством голосования среди болельщиков, средств массовой информации, тренеров и самих баскетболисток решила выбрать сборную десятилетия ассоциации. 13 июля лига объявила официальные результаты голосования, по итогам которого Холдскло не попала в список десяти победительниц, однако она была включена в так называемый список из пяти баскетболисток, которые своими выступлениями получили право быть достойными упоминания.
Однако спустя всего полтора года Чамик заявила, что мечтает вернуться в ВНБА, если позволит здоровье, по этой причине руководство «Спаркс» решило отказаться от её услуг и 17 декабря 2008 года выменяло права на неё в команду «Атланта Дрим» на выбор в первом раунде предстоящего драфта (13-й номер). Кроме неё, в «Атланту» по итогам драфта пришла Энджел Маккатри, после этого «Дрим» превратились из безнадёжного аутсайдера в одного из лидеров Восточной конференции, но проиграли в первом раунде своего дебютного плей-офф действующему чемпиону ассоциации, команде «Детройт Шок» со счётом 0-2. Чамик не устраивала её роль в новой команде и ещё до начала тренировочного лагеря она попросила обмена в другой клуб, руководство команды активно пыталось реализовать эту сделку, но неудачно, поэтому через четыре дня после начала нового сезона, 19 мая 2010 года, менеджмент «Атланты» отказался от её услуг и подписал контракт с Еленой Левченко. Однако, уже через два дня Холдскло заключила договор с клубом «Сан-Антонио Силвер Старз», в котором она провела последний сезон в женской НБА, после чего окончательно завершила свою спортивную карьеру.

## Карьера в сборной США
В мае 1998 года она была включена в состав национальной команды США для участия в чемпионате мира в Германии, в стартовом матче которого звёзднополосатые с трудом обыграли сборную Японии со счётом 95-89, а затем легко выиграли следующие шесть матчей. В полуфинале против сборной Бразилии американки в первой половине встречи уступали 10 очков, однако затем сплотились и после точного трёхочкового в исполнении Рути Болтон за 17:25 до конца второй половины матча уже вышли вперёд со счётом 51-49, а затем только наращивали своё преимущество, обыграв их в итоге с перевесом в 14 очков (93-79). А в финале против сборной России на протяжении всей встречи шла упорная борьба, и хотя после первой половины встречи звёзднополосатые оторвались на девять очков (37-28), в самом её конце, за 1:46 до конца матча, вперёд вышли уже россиянки (61-60). Однако в самой концовке встречи точней были американки, которые и выиграли с перевесом всего в шесть очков (71-65), а Холдскло стала третьим по результативности игроком своей команды после Лизы Лесли и Натали Уильямс, набирая в среднем за игру по 10,9 очка.
В 2000 году Чамик в составе команды США принимала участие в подготовке к летним Олимпийским играм в Сиднее, по результатам которой попала в окончательную заявку команды, однако незадолго до начала самих игр она получила стрессовый перелом правой стопы, из-за которого не смогла принять участие в главном турнире четырёхлетия. Звёзднополосатые же выиграли все восемь матчей с преимуществом более десяти очков, включая и финальную игру против хозяек турнира, в котором борьбы не получилось, так как американки разгромили своих оппоненток со счётом 76-54.

## Личная жизнь
В своей автобиографии «Breaking Through: Beating the Odds Shot after Shot» она писала, что в течение своей профессиональной баскетбольной карьеры страдала от депрессии и однажды пыталась покончить жизнь самоубийством.
15 ноября 2012 года полиция Атланты выдала ордер на арест Холдскло после того, как она якобы напала с бейсбольной битой на автомобиль своей бывшей подруги и стреляла по её машине, сама хозяйка автомобиля, игрок клуба «Талса Шок», Дженнифер Лейси осталась невредима. 27 февраля 2013 года она была обвинена в нападении на экс-подругу по шести пунктам обвинительного заключения, среди которых нападение при отягчающих обстоятельствах, причинение ущерба и владение огнестрельным оружием во время совершения преступления. Позднее Чамик была освобождена из тюрьмы после внесения залога в 100 000 долларов, поэтому дата суда так и не была назначена.
14 июня 2013 года Чамика Холдскло признала себя виновной в нападении при отягчающих обстоятельствах, владении огнестрельным оружием во время совершения преступления и других обвинениях. В рамках соглашения о признании вины она была приговорена к трём годам условно и 120 часам общественных работ, кроме того, её обязали заплатить штраф в размере 3000 долларов. Её адвокат Эд Гарланд заявил, что его клиентка честно призналась в инкриминируемом преступлении, что, по его мнению, стало лучшим итогом для всех заинтересованных сторон.
Режиссёр-документалист Рик Голдсмит снял фильм о жизни и борьбе Холдскло с психическим заболеванием под названием «Mind / Game», который вышел в эфир на Logo TV 3 мая 2016 года. В настоящее время Чамик работает в фирме «Mental Health Advocate», специализирующейся на проблемах психического здоровья.